# Simbolo dell'euro
Il simbolo dell'euro (€) è il simbolo utilizzato per la valuta euro, presentato al pubblico dalla Commissione europea il 12 dicembre 1995.

## Caratteri generali
Il codice ISO a tre lettere (secondo lo standard ISO 4217) per l'euro è EUR, ed è stato disegnato anche un simbolo speciale per la valuta unica europea (€). Dopo che un sondaggio aveva ristretto i dieci progetti originali a soli due, fu la Commissione europea ad avere la parola finale e a scegliere il disegno finale. Il progetto vincitore è stato creato da una squadra di quattro esperti, i cui nomi non sono stati però resi pubblici ufficialmente (l'ideazione del simbolo è ufficiosamente attribuita al belga Alain Billiet). Il glifo è - secondo la definizione della Commissione europea - «ispirato alla epsilon greca [ε], con riferimento alla E di "Europa", mentre le linee parallele che l'attraversano simboleggiano la stabilità dell'euro». La storia ufficiale del design del simbolo dell'euro è contestata da Arthur Eisenmenger, un ex capo disegnatore grafico per la Comunità Economica Europea, che sostiene di avere avuto lui l'idea prima della Commissione europea.
L'euro viene rappresentato in Unicode con il nome EURO SIGN e il codice U+20AC (decimale 8364) come anche nelle versioni aggiornate del tradizionale set di caratteri dell'alfabeto latino. In HTML si può anche utilizzare "&euro;". L'entità HTML è stata introdotta solo con HTML 4.0; poco dopo l'introduzione dell'euro, molti navigatori web non erano in grado di disegnare il simbolo.
Nel periodo dell'introduzione dell'euro, la Commissione europea ne ha specificato il logo con le esatte proporzioni e i colori (PMS giallo in primo piano, blu sullo sfondo). Mentre la Commissione intendeva che il logo avesse la forma del glifo prescritto, i disegnatori dichiararono che avrebbero aggiunto le proprie varianti.
La generazione del simbolo dell'euro con un computer dipende dal sistema operativo e dalle convenzioni nazionali. Alcune compagnie di telefonia mobile hanno emesso un software temporaneo per il set di caratteri degli SMS, sostituendo l'infrequente simbolo dello yen con il simbolo dell'euro; in seguito, i cellulari hanno avuto in dotazione entrambi i caratteri. Sulle tastiere con layout italiano il simbolo dell'euro è situato sul tasto della E, e viene inserito con la combinazione alt gr + E.

## Critiche
La modalità dell'introduzione del simbolo dell'euro ha attirato molte critiche alla Commissione europea da parte di molti tipografi e disegnatori grafici, che fanno notare l'assurdità e l'inapplicabilità di avere precise disposizioni sulla costruzione geometrica del simbolo e, addirittura, sui colori da utilizzare per riprodurlo: disposizioni che hanno senso per il marchio di un'azienda, ma non per il simbolo di una valuta che, come qualsiasi altro glifo tipografico, va adattato stilisticamente alle caratteristiche del particolare carattere tipografico di cui fa parte.

## Posizione del simbolo

Nei francobolli italiani il simbolo € viene posto davanti alla cifra, contrariamente alle indicazioni dell'Unione europea

L'Ufficio delle pubblicazioni dell'Unione europea ha stabilito, nelle proprie regole di scrittura dei riferimenti monetari, che il codice EUR ed il simbolo € devono essere posizionati dopo la cifra numerica e separati da essa con uno spazio (3,50 €). Tale regola non si applica nelle lingue inglese, irlandese, maltese (€3.50) e lettone (€ 3,50), dove codice e simbolo si posizionano prima della cifra: il codice deve essere separato da uno spazio rispetto alla cifra, mentre il simbolo si scrive attaccato alla cifra.
Le suddette regole, tuttavia, spesso non sono rispettate in alcuni Paesi, preferendosi l'utilizzo delle diverse convenzioni basate sulle precedenti valute monetarie. Ad esempio, nei Paesi Bassi, dove il simbolo della precedente valuta, il fiorino olandese, era posizionato prima dell'importo numerico; il simbolo dell'euro è generalmente messo nella stessa posizione (€ 3,50). In molti altri paesi, tra i quali la Francia e la Germania, le regole dell'Ufficio seguono le regole che esistevano già; si scrive: 3,50 €.
Non è stato fatto alcun obbligo riguardo all'uso del simbolo del centesimo dell'euro, quindi l'uso varia a seconda dello stato. Le somme sono spesso espresse come decimali dell'euro (ad esempio: 0,05 € o anche –,05 € anziché 5 centesimi o 5 cent). Sono in uso abbreviazioni come "cent", c, ct (in parte in Germania), snt (in Finlandia), la lettera maiuscola lambda (Λ per λεπτό, leptó) in Grecia e il simbolo in stile statunitense ¢ viene utilizzato occasionalmente in Irlanda. L'abbreviazione scientifica e ISO è c€.

## Approfondimenti
- Commissione delle comunità europee, Comunicazione dalla Commissione: l'uso del simbolo dell'euro (PDF) 23 luglio 1997 [COM(97) 418 finale] – con cui si introduce il simbolo € anticipandone la registrazione e ufficializzazione.